# 奠邊刺鰍
奠邊刺鰍為輻鰭魚綱合鰓目刺鰍亞目刺鰍科的其中一種，分布於亞洲越南的淡水流域，體長可達24.6公分，棲息在底層水域，屬肉食性。